# Північноподільська височина
Го́ринь-Слу́цька височина́ (інші назви — Півні́чно-Поді́льська височина, Північно-Подільське плато) — частина Подільської височини. Розташована в межах північної частини Хмельницької області та північно-східної частини Тернопільскої області.

## Загальна характеристика
Середні абсолютні висоти 280—300 м, максимальна 350 м над рівнем моря. Поверхня височини має загальний похил із заходу та півдня на схід і північ, що підтверджується напрямком течією Случа з притоками Ікопоть, Деревичка та Хомора і Горині з Полквою та Вілією. На півночі Північноподільска височина уступом в 20—30 м опускається до Шепетівського плато Волинської височини та Острозької долини. На південному заході переходить в Авратинську височину, на північному заході, в межах Білогірського та Шумського районів, височина поступово переходить у Кременецькі гори. Рельєф височини подібний до Верхньобузької, має широкі річкові долини, густу мережу балок. Поверхня має горбисто-хвилястий, а подекуди горбогірний вигляд (в межиріччі Случі та Деревички й вздовж гористого уступу по лінії Переморівка — Зіньки — Долоччя — Кунів — Кам'янка).
В межах Горинь-Слуцької височини виділяються Старокостянтинівська та Теофіпольська рівнини, що відзначаються значно рівнішим рельєфом.
Більша частина височини розорана, подекуди збереглися значні лісові масиви. Річкові долини та балки здебільшого заболочені.

## Кліматичні умови
Кліматичні умови в межах Горинь-Слуцької височини помірно-континентальні, з м'якими сніжними зимами (середня температура січня −5 °C) та вологими, теплими літами (середня температура липня +19 °C). Клімат придатний для ведення сільського господарства.